# Breinaald

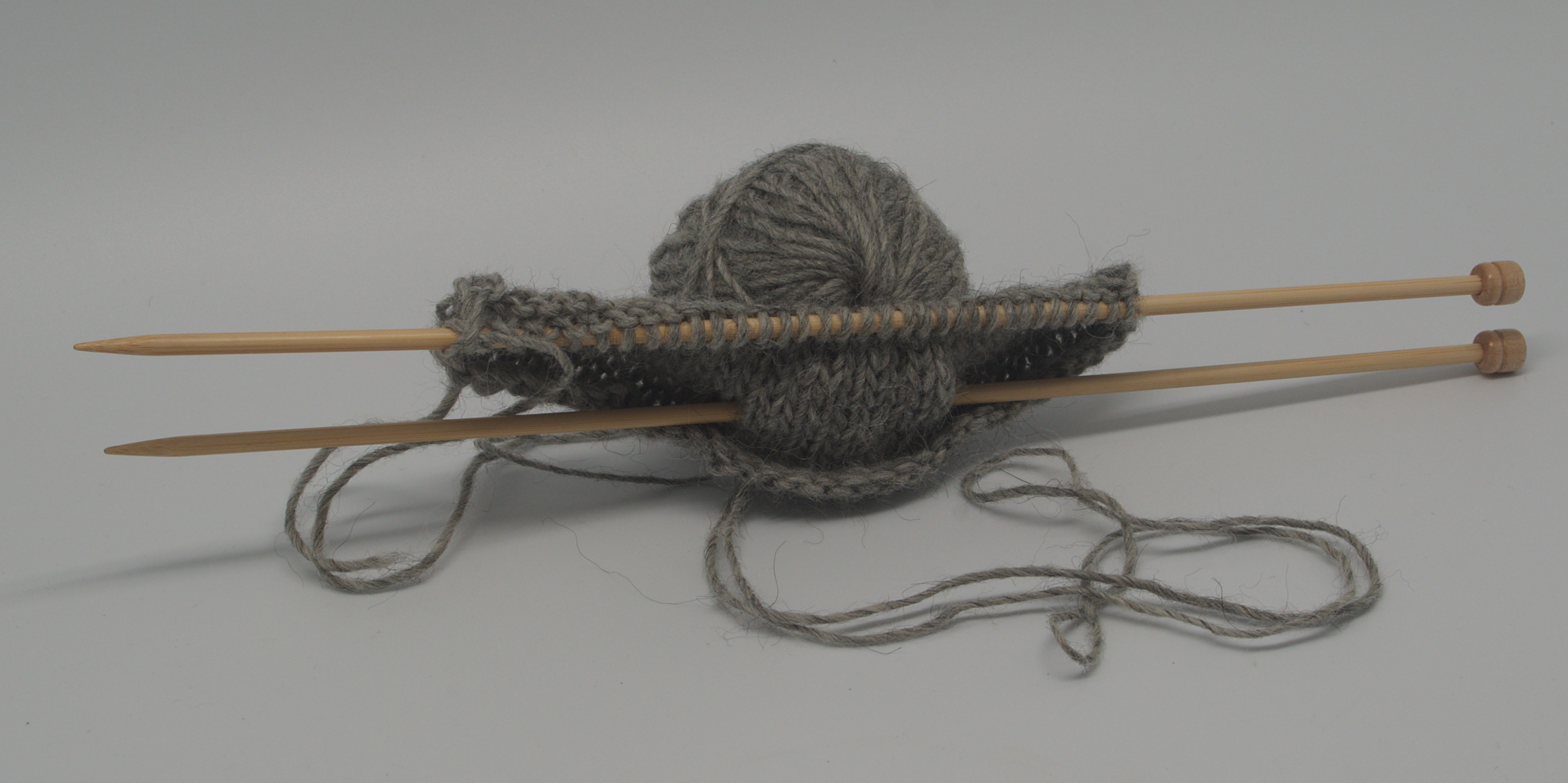
Breiwerk met twee breinaalden

Een breinaald of breipen is een lange, dunne pen die gebruikt wordt om van garen textiel te breien. Breinaalden hebben een spits toelopende punt en een knop aan het andere uiteinde die ervoor zorgt dat de lussen er niet afglijden. Het oppervlak dient glad te zijn afgewerkt om zonder haperingen te kunnen breien. De punt dient niet al te scherp te zijn.
Handmatig breien gebeurt in de meeste gevallen met twee breinaalden. Soms worden een of meer hulpnaalden gebruikt, bijvoorbeeld voor het breien van kabels. Het breien van ronde delen, zoals een sok of een naadloze mouw gebeurt met behulp van vier breinaalden zonder knop. Dit wordt rondbreien genoemd. Ook het lijf van een trui kan op deze manier worden gebreid, hiervoor wordt dan liever één flexibele naald gebruikt, de rondbreinaald.
Ervaren breisters zullen een scala aan breinaalden bezitten. Er bestaan speciale langwerpige breinaaldetuis om de naalden in op te bergen.

## Dikte van breinaalden

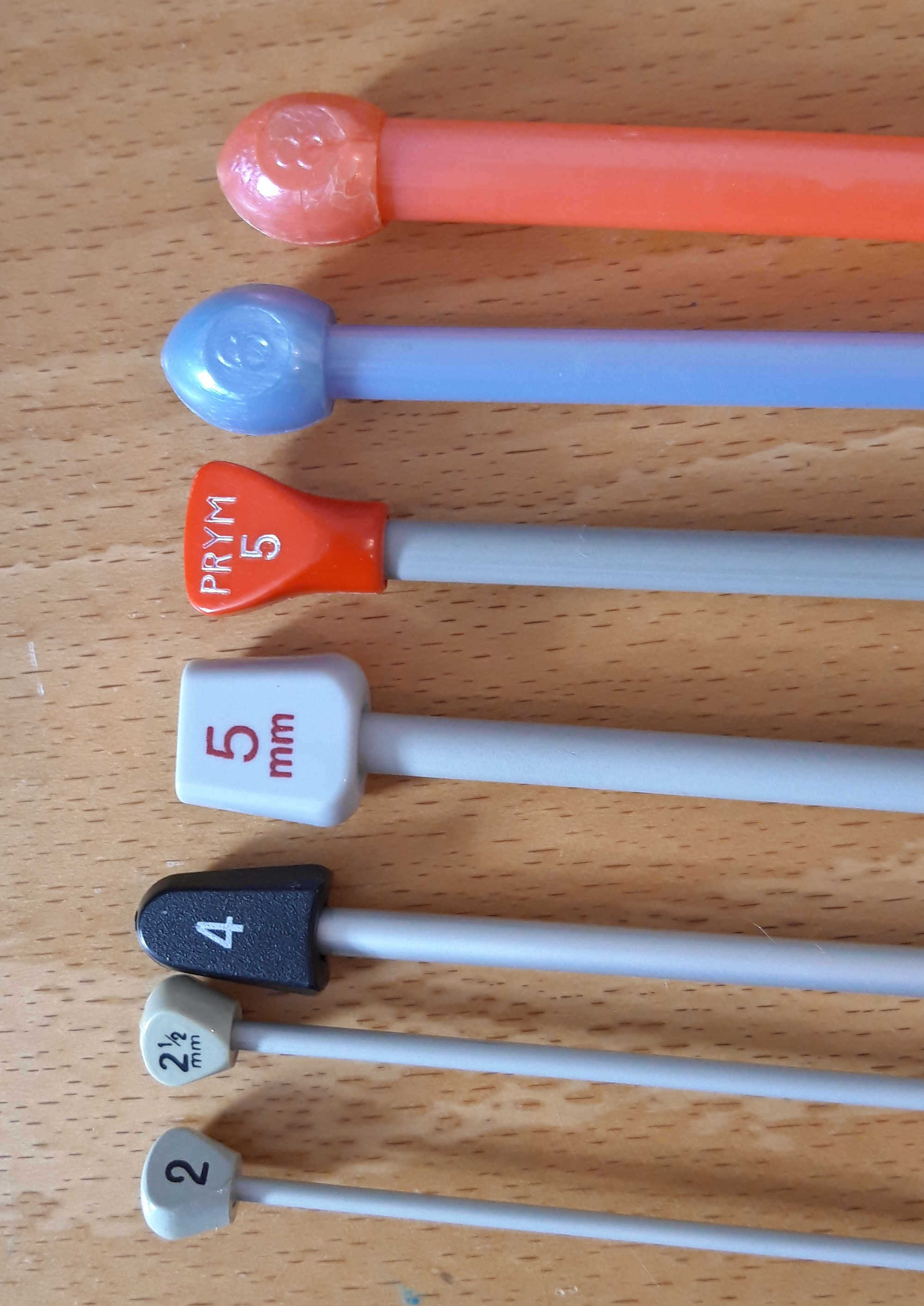
Breinaalden met knoppen waarop de dikte vermeld staat. Van 2 mm tot en met 8 mm

Er bestaan breinaalden in verschillende diktes. De dikte van een breinaald wordt aangegeven als de diameter in millimeters. De dunnere breinaalden worden gemaakt in stappen van 0,5 mm, zo is 3,5 een heel gebruikelijke breinaald. Voor dunne wol worden de dunste breinaalden gebruikt, voor dikkere wol de dikkere naalden. Op het etiket van breiwol staat aangegeven welke pendikte erbij gebruikt kan worden.
Op de knop van een breinaald staat meestal de dikte van de naald aangegeven. Voor naalden zonder kop wordt een naalddiktemeter gebruikt om de dikte af te kunnen lezen.
Bij strak breien (met de draad erg strak om de breinaalden getrokken), kan beter een wat dikkere breinaald gebruikt worden. Gebruikelijke maten voor breinaalden lopen van 2 mm voor dunne wol tot 25 mm voor de allerdikste wol.
In de 19e eeuw was de dikteaanduiding van breinaalden nog niet gestandaardiseerd, en hadden fabrikanten eigen systemen.

## Materiaal
Breinaalden worden over het algemeen gemaakt van aluminium of kunststof. Naalden van bamboe of hout hebben als voordeel dat ze warmer aanvoelen. Dit soort naalden is wat stroever. De steken glijden minder snel van de naald, hetgeen een voordeel kan zijn voor beginners, of bij het breien met zeer gladde garens. Ervaren breisters hebben echter liever een heel gladde naald, omdat er lichter en sneller mee gewerkt wordt.
In de 19e eeuw werden breinaalden van zilver, Berlijns zilver, geelkoper of staal gemaakt. Deze laatstgenoemde werden het meest gebruikt. Omdat stalen naalden gevoelig zijn voor roest werden deze geblauwd, gegalvaniseerd of verzilverd dan wel verguld. Als langere breinaalden nodig waren gebruikte men breipennen van palmhout, ivoor of ook wel van balein. Baleinen waren echter minder prettig in het gebruik omdat zij makkelijk braken en schilferden. Balein had echter een donkere kleur, hetgeen een voordeel was voor slechtziende breisters, als zij met witte wol wilden breien. Ook pennen van het donkere ebbenhout of palissander hadden dit voordeel.

## Wetenswaardigheden
In de tijd dat abortus nog illegaal was in Nederland, werden wel breinaalden gebruikt om een zwangerschap af te breken. In onder meer Argentinië gebeurde dat in 2018 nog steeds.